# William Seymer

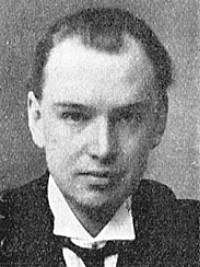
William Seymer.

John William Seymer [f. Seijmer], född 21 augusti 1890 i Stockholm, Gamla stan, död 17 mars 1964 Stockholm, var en svensk tonsättare och musikskriftställare.

## Biografi[1][2]
Seymer var son till grosshandlaren Melcher Alexis Seymer och Jane Johansson. Han utbildades i Schartaus handelsinstitut i Stockholm 1908-1909 samt för Harald Fryklöf i musikaliska ämnen. Dessa studier fortsatte sedan i Tyskland 1911 och i England 1912. Det var i samband med flytten till England som han ändrade stavningen av efternamnet till Seymer.
Seymer var en mycket uppskattad och respekterad musikanmälare i Svenska Dagbladet 1917-23, Nya Dagligt Allehanda 1923-44, Dagens Nyheter 1944-47. Därefter medverkade han sporadiskt i in- och utländska tidskrifter.
William Seymer var en förnämlig skriftställare som främst skrev mycket uppskattande artiklar om sina samtida och yngre kolleger. Som tonsättare producerade han sig som en finstämd lyriker som kombinerade nordisk idyll med impressionistisk kolorit. Men det var för den engelska impressionismen han stod närmast (Scott, Bax, Goossens, Delius).

## Kända verk (urval)
- Sommarcroquiser för piano op. 11 (1917-1920)
- Strofer i sol och skugga op. 6 (1919)
- Skizzer för piano (1916)
- Fantasistycke (1949)

Mest kända är hans miniatyrer för piano: "Strofer i sol och skugga", "Skizzer" och "Sommarcroquiser" - där den välkända "Solöga" ingår. 
Även Sonata pastorale för violin och piano visar mycket stora kvaliteter. På verklistan finns också några orkesterverk (Sinfonietta, uvertyren Vårspel och tre sviter), en pianotrio och sånger. Hans kompositioner speglar den svenska sommaren. Seymer fann sin sista vila på Norra begravningsplatsen där han gravsattes den 20 maj 1964 i familjegraven.